# Enka
Pour les articles homonymes, voir Enka (homonymie).
L'enka (演歌) est un genre musical japonais rassemblant toutes les origines stylistiques de la musique japonaise. L'enka moderne, cependant, est une forme musicale relativement récente lancée dans le contexte de l'après-guerre, adoptant un style musical plus traditionnel dans son vocalisme que la musique ryūkōka, popularisée avant la Seconde Guerre mondiale.
L'enka moderne, comme développé pendant l'après-guerre, est une forme de ballade musicale sentimentale. Les quelques premiers chanteurs d'enka comprennent Hachirō Kasuga, Michiya Mihashi et Hideo Murata. Le revirement de l'enka sous sa forme est retracé en 1969, tandis que Keiko Fuji commence sa carrière. Le chanteur d'enka le plus célèbre est Kiyoshi Hikawa.

## Terminologie
Le terme enka est initialement employé dans le contexte politique, à l'origine par le Mouvement pour la liberté et les droits du peuple (自由民権) durant l'ère Meiji (1868–1912) qui avait pour vocation d'exprimer des messages libertaires et des griefs aux hommes politiques de l'époque, par le biais de la satire sous forme musicale. En ce sens, le mot est dérivé de enzetsu no uta (演説の歌), qui signifie littéralement « complainte chantée. » Une autre théorie désigne l'enka moderne comme enjiru uta (演じる歌), qui signifie littéralement « chanson de scène,. » Le genre appelé enka est également considéré comme un terme de classification adopté par les labels discographiques et la J-pop. Par exemple, Harumi Miyako, habituellement considérée comme une chanteuse d'enka, explique : « Je ne crois pas que je chante de l'enka [...] En fait, il n'existait pas de terme comme ça quand j'ai lancé ma carrière. »

## Caractéristiques
L'échelle musicale de l'enka populaire est appelée Yonanuki Tan-Onkai (ヨナ抜き短音階) ou Gamme mineure sans quatre et sept (ré et sol) et désigne une version modifiée de Yonanuki Chō-Onkai (ヨナ抜き長音階) ou Gamme majeure sans quatre et sept (fa et si), qui vient de l'ancienne échelle musicale japonaise, l'échelle Ryo (呂音階, Ryo Onkai). L'une des premières chansons qui en auraient supposément fait partie s'intitule Kōjō no tsuki de Rentarō Taki, une shōka (唱歌), ou littéralement « chanson d'école », de l'Ère Meiji,.
La musique, basée sur un système pentatonique, est quelque peu similaire au blues. Les paroles parlent d'une manière similaire d'amour, de pertes, de solitude, de difficultés à long terme, de persévérance face aux difficultés, du suicide ou même de la mort. L'enka étant un genre de kayōkyoku, il est considéré plus expressif et émotionnel, bien qu'aucun débat n'ait été lancé sur ce sujet,.
Les chanteurs archétypes d'enka emploient un style de mélisme—par lequel une seule syllabe du texte est progressivement chantée pendant que différentes notes se succèdent—connu sous le nom de kobushi,,. La technique du kobushi ne se l'imite pas qu'à l'enka, comme en témoigne la chanson italienne Santa Lucia. À la fin des années 1930 et au début des années 1940, la musique du compositeur Masao Koga commence à ressembler à du chant bouddhiste dans le style shōmyō. Bien que les chansons de Koga soient considérées comme rattachées à la création du genre, l'enka actuel se différencie de ses premières chansons de par le style de chant de nombreux différents chanteurs de l'après-guerre. Takeshi Kitayama, chanteur moderne d'enka, admet lui-même en 2006 : « Je confondais toujours la note musicale de Koga et celle d'un vieux chanteur. »

## Histoire

### XIXesiècleet années 1920

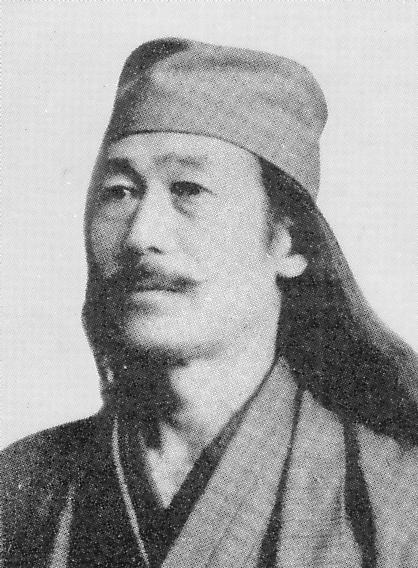
Azenbo Soeda, enka-shi de l'Ère Meiji.

Les chansons dans le contexte politique appelées enka durant l'Ère Meiji (1868–1912) sont également appelées Sōshi Enka (壮士演歌) pour les différencier de l'enka moderne. Les chanteurs de rue étaient appelés enka-shi (演歌師). Les premières chansons d'enka sont appelées des Dynamite bushi (ダイナマイト節). Des chansons de cette époque incluent Oppekepe Bushi d'Otojiro Kawakami. À l'ère Taishō (1912–1926), l'enka-shi commence à incorporer le violon, ainsi leurs chansons sont appelées enka au violon. Un enka-shi de cette époque s'appelait Toshio Sakurai (桜井敏雄), professeur musical de Haruo Oka.
Dans le Japon contemporain, une loi interdit les artistes de rue de jouer. Cependant, des artistes japonais comme Utaji Fukuoka (福岡詩二) chantaient toujours de l'enka durant l'Ère Taishō. Lors du séisme de 1995, Soul Flower Mononoke Summit, un projet musical du groupe rock Soul Flower Union, joue du sōshi enka afin d'aider à apaiser les esprits des défunts.

### Ère duryūkōka
À l'Ère Shōwa de la fin des années 1920, les labels produisent du ryūkōka. L'enka-shi commence à faire usage de la guitare et se nomme désormais nagashi (流し). Haruo Oka se lance en 1939 avec la chanson Kokkyō no Haru (国境の春, lit. « Le printemps à nos portes ») publiée par le label japonais King Records. Cependant, le terme de enka n'est plus utilisé pendant des années d'après-guerre.

### Arrivée de nouveaux chanteurs
Tandis que le jazz se popularise au Japon d'après-guerre, la chanteuse japonaise Hibari Misora publie sa première chanson Kappa boogie-woogie chez Nippon Columbia en 1949 à l'âge de seulement 12 ans. Elle se centre ensuite sur des chansons de jazz dans les années 1950 et 1960. Elle chante ensuite de l'enka dans les années 1960 et 1970.
En 1948, Hachiro Kasuga remporte le concours de talents organisé par King Records. Il se joint au label l'année suivante et étudie la musique aux côtés de Haruo Oka. Son premier single Akai Lamp no Shū Ressha (赤いランプの終列車) est publié en 1952. La chanson orientée kabuki Otomi-san (お富さん, lit. « Mademosielle Otomi ») est originellement composée pour Oka, mais chantée par Kasuga, et en 1954, Otomi-san devient un succès au Japon. Kasuga participe au Kōhaku Uta Gassen de la NHK pour la première fois en jouant Otomi-san cette même année. Le compositeur de la chanson, Masanobu Tokuchi, qui est né sur l'Île Okinawa, devient une figure importante du genre.

### Enka d'origine et enka moderne
Malgré la popularité du single Otomi-san, Kasuga, ne se sentant pas satisfait du résultat, enregistre une autre chanson intitulée Wakare no Ippon-sugi (別れの一本杉) de Toru Funamura. La chanson est publiée en 1955 puis considérée comme véritablement enka. Ironiquement, la chanson reprend le rythme de la musique tango qui inspirera Funamura. Wakare no Ippon-sugi est plus tard reprise par différents chanteurs comme Michiya Mihashi, Hideo Murata, Keiko Fuji, Hibari Misora, Saburō Kitajima, Takashi Hosokawa et Hiroshi Itsuki. Kasuga est plus tard considérée comme le premier chanteur d'enka.
Michiya Mihashi, chanteuse originelle de la chanson folk japonaise min'yō et élève du tsugaru shamisen, fait paraître son premier single studio intitulé Sake no Nigasa yo en 1954. Onna Sendō Uta de Mihashi devient un succès en 1955. L'ami de Funamura, Kimio Takano, parolier de Wakare no Ippon-sugi, décède en 1956 à l'âge de 26 ans. La musique de Hibari Misora devient enka tandis qu'elle n'est plus considérée comme une teen idol.
Pendant la période d'après-guerre, le rōkyoku (ou naniwa-bushi), popularisé pendant la guerre, décline car les paroles sont considérées comme trop longues. L'enka, d'un autre côté, popularisé à cette période, est considéré comme une version écourtée du rōkyoku du fait que plusieurs chanteurs d'enka comme Hideo Murata et Haruo Minami étaient originellement des chanteurs de rōkyoku et que l'enka reprenait les thèmes habituels du genre. Un chanteur notable de rōkyoku qui inspirera l'enka est Kumoemon Tochuken, dont l'élève est Murata. Minami débute au label Teichiku Records en 1957, et Murata chez Nippon Columbia en 1958. Murata reprend la chanson Jinsei Gekijō (人生劇場, lit. « Drame de la vie »), composée par Masao Koga. Haruo Minami est connu pour son port du kimono, en ce temps considéré comme inadapté chez un chanteur.

### Succès commercial

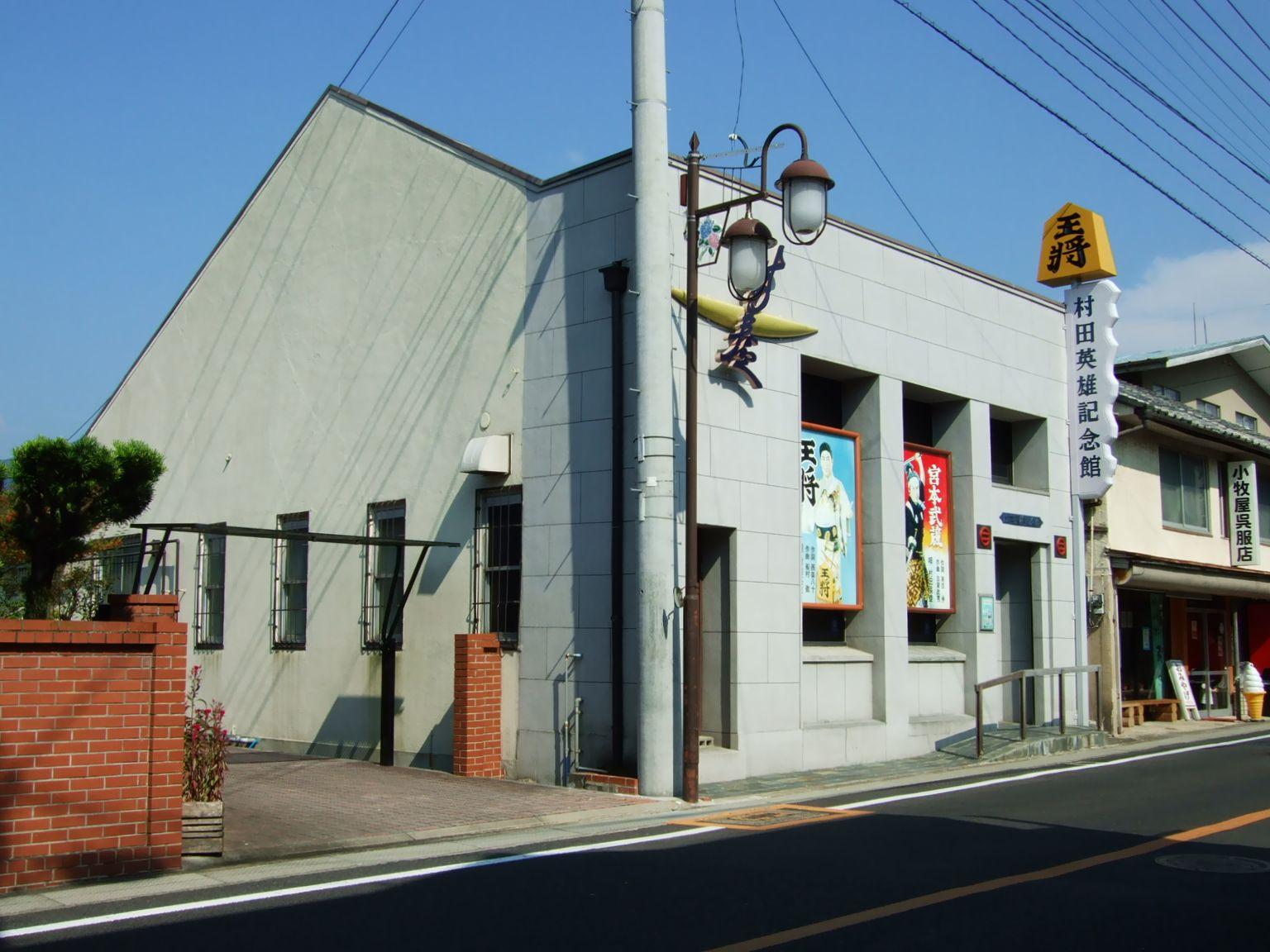
Musée mémorial de Hideo Murata.

Au début des années 1960, le rockabilly inspiré par Elvis Presley gagne en popularité. Kyū Sakamoto, originaire de la scène rockabilly japonaise, rejoint les rangs de la musique populaire japonaise. Cependant, nombre de critiques musicaux japonais se plaignent du rockabilly ; mais Ōsho, une chanson dans le « pur style japonais » de Hideo Murata publiée en 1961 et composée par Toru Funamura, se vend à des millions d'exemplaires au Japon. Lorsque Kyū Sakamoto participe à Kōhaku Uta Gassen pour la première fois avec la chanson Ue o Muite Arukō en 1961, Hideo Murata fait ses débuts avec Ōsho dans la même émission.
Le jeune chanteur d'enka Yukio Hashi se lance en 1960, Saburō Kitajima en 1962 et Harumi Miyako en 1964. Sachiko Kobayashi débute en 1964 avec le single Usotsuki Kamome (ウソツキ鴎) à l'âge de seulement 10 ans. La chanteuse la mieux connue et la plus adulée d'enka est Hibari Misora (1937–1989), surnommée la « Reine de l'enka ». La chanson de Misora Yawara, composée par Masao Koga, remporte le grand prix au Japan Record Award de 1965.
Mina Aoe apparaît avec le simple Kōkotsu no Blues (恍惚のブルース, lit. Ecstasy Blues) en 1966, et lance le genre « enka-blues ». Shinichi Mori débute avec le single 1966 Onna no Tameiki (女のためいき). Sa chanson publiée en 1969 Minatomachi Blues (港町ブルース) atteint la tête du classement Oricon pendant cinq semaines et se vend à un million d'exemplaires. Keiko Fuji apparaît en 1969 avec le single Shinjuku no Onna (新宿の女) à 18 ans. Le terme enka qui n'est plus utilisé depuis la période d'après-guerre, est de nouveau utilisé après sa performance.

### Maintien de popularité
La chanson de Keiko Fuji Keiko no Yume wa Yoru Hiraku en 1970 remporte en popularité à la 12e édition des Japan Record Awards et le grand prix à la première édition des Japan Music Awards. Cette année, elle participe également à la 21e édition de l'émission Kōhaku Uta Gassen avec sa chanson. Son album Shinjuku no Onna/'Enka no Hoshi' Fuji Keiko no Subete (新宿の女/"演歌の星" 藤圭子のすべて) (1970) atteint la première place du Oricon après 20 semaines « consécutives » dans le classement.
Le film Kill Bill : Volume 1 va re-populariser Meiko Kaji qui interprète la chanson Flower of Carnage.